# Онор-2
Онор-2 (рос. Онор-2) — село у Смирниховському міському окрузі Сахалінської області Російської Федерації.
Населення становить 88 осіб (2013).

## Історія
З 1905 по 3 вересня 1945 року у складі губернаторства Карафуто Японії, відтак у складі Смирниховського міського округу Сахалінської області.

## Населення
| 2002 | 2010 | 2013 |
| ---- | ---- | ---- |
| 97   | ↘88  | →88  |